# Bangladesz na Letnich Igrzyskach Olimpijskich 1996
Bangladesz na Letnich Igrzyskach Olimpijskich 1996 reprezentowało 4 zawodników, 3 mężczyzn i 1 kobieta.

## Skład kadry

### Lekkoatletyka
Mężczyźni
- Bimal Tarafdar
  - Bieg na 100 m (odpadł w 2 rundzie eliminacji)

Kobiety
- Foujia Huda
  - Skok w dal – 36. miejsce

### Pływanie
Mężczyźni
- Karar Rahman
  - 100 m stylem klasycznym – 44. miejsce

### Strzelectwo
Mężczyźni
- Saiful Alam
  - Pistolet pneumatyczny 10 m – 33. miejsce